# Jurij Krylov
Jurij Krylov, född 11 mars 1930 i Krasnogorsk, död 4 november 1979 i Moskva, var en sovjetisk ishockeyspelare. Krylov blev olympisk guldmedaljör i ishockey vid vinterspelen 1956 i Cortina d'Ampezzo.